# 天龙八部

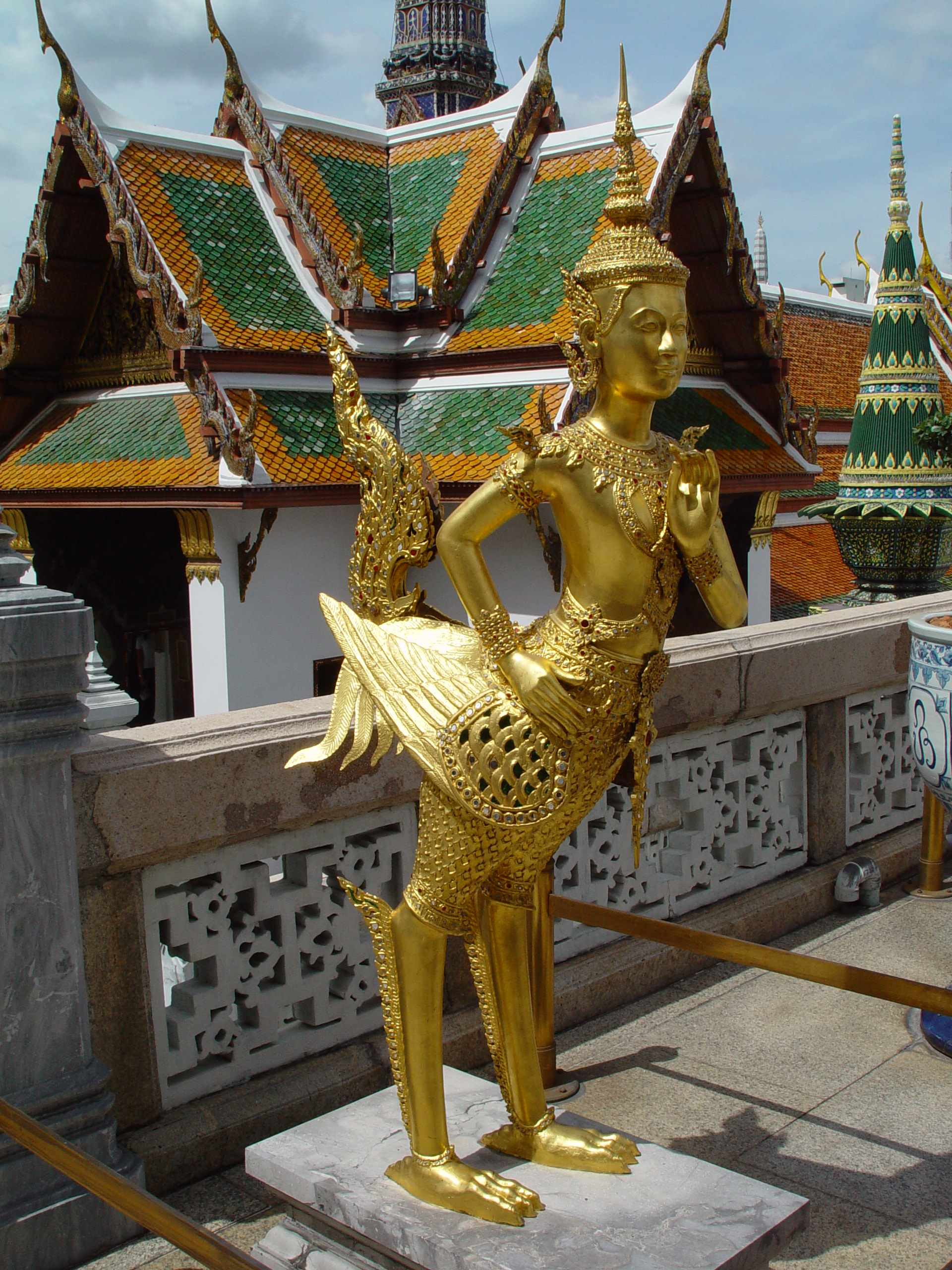
緊那羅（Kiṁnara）

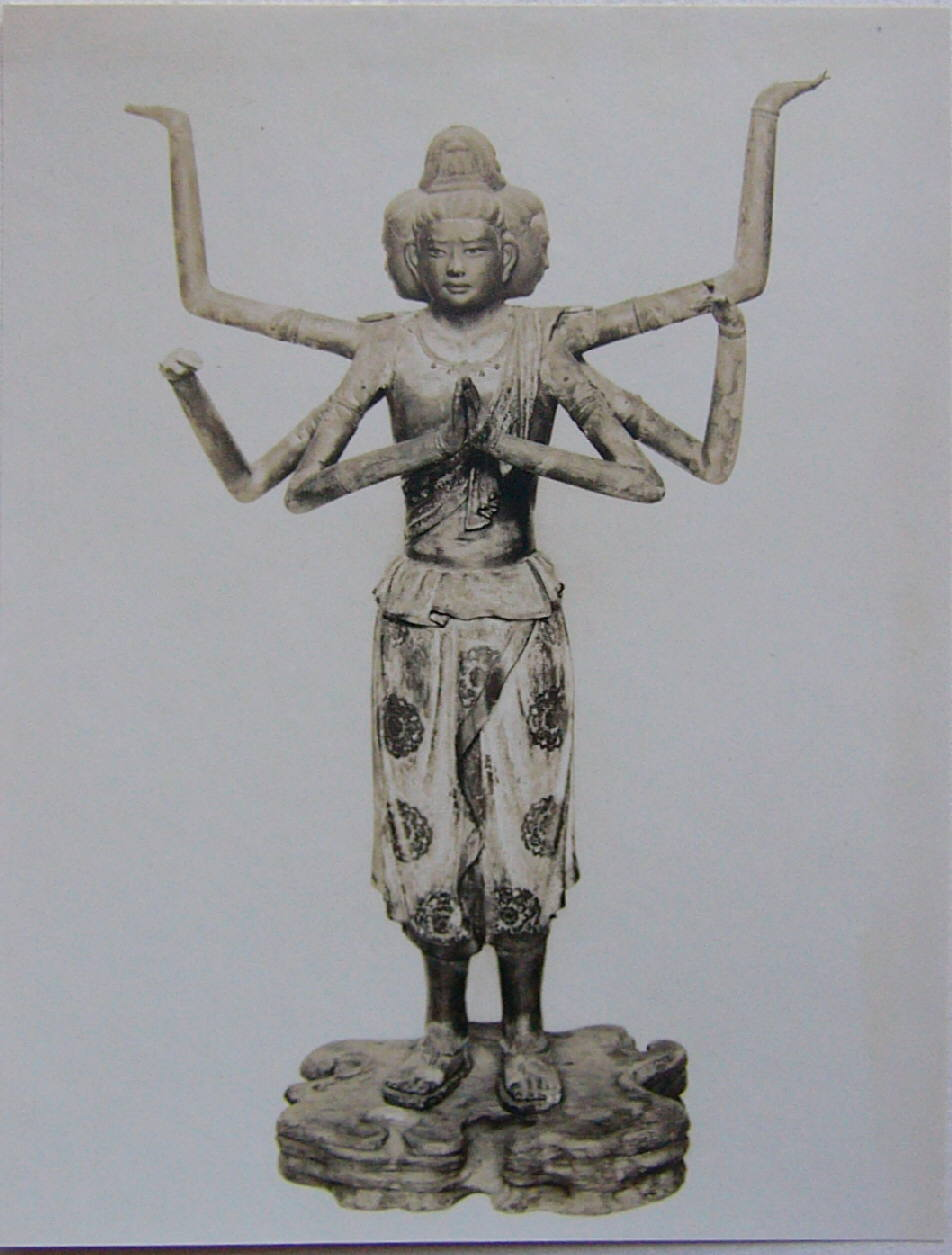
阿修羅雕像（日本，興福寺）

天龍八部（Aṣṭasenā），是佛教概念，指佛教護法神隊伍中以天、龍为首的八種神話種族，包含天人、龍、夜叉、乾闼婆、阿修罗、迦楼罗、紧那罗、摩睺罗迦。因八部以「天眾」和「龍眾」為首，故稱「天龍八部」，又稱龍神八部、八部鬼神、八部眾、八部神将、天龙八将等。金庸曾以此為名，寫成小說《天龍八部》 。

## 词源
梵语अष्टसेना（aṣṭasenā）意为“八个部众”；（aṣṭa-）爲“八”，和英语、拉丁文、波斯语（hašt）同源；（sénā）意为军队、部队。
藏语译作或，其中的意为“八”，和中文的“八”同源；八的上古音*preːd，中古音*pret，粤语baat；两者都强调了数量八。

## 概述
天龍八部的說法在佛教出現的時間較早，祂们经常出现在佛经中，以佛陀说法时的“听众”和“护法”形象出现。隨著佛教在東漢時的正式、成規模的傳入，天龍八部的說法也跟著傳入并漸漸在民間流行起來。《华严经》共四十部类世主包含三十九类「华严圣众」（佛教108位菩薩，也就是護法）。朝鮮文獻《三国遗事》中经常出现类似的华严圣众的形象，如描述四天王、忉利天（三十三天）、阎魔天、兜率天等诸天王，和天龙八部、神兵、四十圣众、道场神、华严神众等神现身并獲信仰等事，在《法华经》的灵山会上，天龙、乾闼婆、阿修罗等八部神集会时，其他的大乘经典神众也随之出现，因此「華嚴聖眾」也稱作「天龍八部」。
天龙八部包括：天人（或稱天、提婆）、龙，夜叉，乾闥婆，阿修罗，迦楼罗，紧那罗，摩睺罗伽。祂们是八类护法鬼神，随侍佛、菩萨、阿罗汉到世界各地说法，也会在人间护持修行人和寺院。祂们不仅来自六道中的天道，也有不少归属於鬼道、畜生道等，故祂們的壽命依然是有限的，福報享盡時，一样有可能堕落三惡道，因此也必須精進於佛法之修行。

## 分類

### 天眾
梵語Deva，亦可音译为提婆，意为「天」或「天神」，如護法神中的大梵天、大黑天、帝釋天、四大天王、韋馱天等即是。帝釋天是三十三天诸神的領袖。
天神的壽命也會完結，天神臨死前會出現“衣裳垢膩，頭上花萎，身體臭穢，腋下出汗，不樂本位”這五種徵兆，也就是所謂的天人五衰，最後再次進入輪迴，轉世為人或其他眾生。

### 龍眾
梵語Nāga，音譯那伽，亦可译为神龍。佛經上說有無數龍王，專管興雲降雨。實際上是一類蛇神，和中國的蝮（虺）龍的概念相似，佛教在中土發展附會本土神話，用“龍”相譯，事實上是不同概念，但也許是同一神獸在兩種文化的不同體現。大鵬金翅鳥以其爲食，故是其天敵。眾龍王中娑竭羅龍（海龍）最出名，因其女兒龍女曾以女身示现到其他世界即刻成佛。

### 夜叉
梵語Yakṣa的音譯，亦作藥叉。佛教謂一種捷疾勇健的鬼道眾生。
據婆羅門教《毘濕奴往世書》所述，夜叉與羅剎同時由大梵天的腳掌中生出，雙方通常相互敵對。夜叉與羅剎不同，對人類持友善態度，因而被稱為“真誠者”。其形像有時被描述為美貌健壯的青年，有時又被描述為腹部下垂的侏儒。在佛教中，對夜叉鬼和羅剎鬼有相差不多的描述。

### 乾闥婆
梵語Gandharva，意思是香神，又是樂神（音樂神）。本是婆羅門教崇拜的一類神，是服侍帝釋天的樂神之一，多達六千多位，以聞香為食，身上亦有濃烈的香氣。

### 阿修羅
梵語Asura，阿修羅，古時漢地意譯爲無端正、非天等，現代語言學研究認為asura就是一類精怪的名稱，無需拆解詞根。這類眾生性狂躁，易無端暴惡；共有四种阿修罗：鬼趣摄卵生、畜牲趣摄湿生、人趣摄胎生和天趣摄化生阿修罗。天趣摄化生的阿修羅，才是我們一般人認為的阿修羅，其他種的阿修羅就是指心性殘暴的眾生而已，所以如果只說「五道眾生」中，此類的阿修羅屬於天道。天界的阿修羅其男衆極醜，女衆絕美。

### 迦樓羅
梵語Garuḍa，漢譯大鵬金翅鳥，有卵生、胎生、濕生、化生共四種；兩支翅膀張開有336萬里；因業報的關係，以那伽龍為食，一日可食一那伽王和五百條那伽，但那伽的體內有毒氣，迦樓羅體內也毒氣聚集，到最後無法進食，於是上下翻飛七次，飛到金剛輪山頂上命終，且臨死時毒發自燃，肉身燒去後只餘一心，作純青琉璃色。

### 緊那羅
梵語Kiṁnara，是帝釋天的音樂神之一，乾闥婆專奏俗樂，而緊那羅專門演奏法樂。此神形象為半人半鳥，或者形貌似人，然頂有一角，人見而起疑，故譯為疑人、疑神，又名人非人，又稱天伎神、歌神。

### 摩睺羅伽
梵語Mahoraga，是大蟒蛇之神。人身蛇頭。有一說法，相對於那伽神龍，摩睺羅迦又稱為「地龍」。